# Ахайтобе
Ахайтобе (каз. Ақай Төбе) — городище на территории современного Казахстана (I в. до н. э. — VII—VIII в. н. э.). Находится в 7 км к югу от зимовья Шаульдер Отырарского района Южно-Казахстанской области, в нижнем течении реки Арыс. Исследовано Отырарской археологической экспедицией (руководитель А. Акишев) в 1969—1970 годах. Площадь городища 2500 м2[уточнить], высота среднего кургана 8 метров, длина шахристана 80 метров, длина ограждения 150—200 метров. Найдены фрагменты глиняных кувшинов, ручных мельниц, металлической посуды.